# شط الحرية (مسلسل)
شط الحرية مسلسل كوميدي ليبي، يُعتبر أحد أشهر المسلسلات الليبية، ولاقى نجاحآ كبيرآ في ليبيا إضافة إلى دول الخليج، يقوم المسلسل بنقد الواقع الليبي في أجواء بدوية بطريقة فكاهية وتلائم المشاهدين تعكس أحداث المسلسل العديد من جوانب الحياة اليومية للمواطنين وتسلط الضوء على الواقع المعاش بكل مشاكله الاجتماعية، في إطار كوميدي ساخر وهو يحاكي واقع الليبيين بطريقة سياسية ساخرة لاقت استحساناً كبيراً من المشاهدين من جميع الفئات العمرية وهو يقوم على إحياء ثقافة البادية الليبية في عصر التكنولوجيا والتطور العلمي حيث يحاول الممثلون الحفاظ على أصولهم وجذورهم الثقافية الليبية العريقة في ظل التطور العلمي الكبير في المجتمع والعالم أجمع. وطاقم عمل المسلسل يتكون من نخبه من رواد مسرح مدينة إجدابيا الليبية المعروفين من مختلف الاعمار، بدأت فكرة العمل من خلال مبلغ بسيط وتبرعات من الممثلين وانتاج اتحاد فناني اجدابيا.

## الأجزاء
- 2019 : الجزء الأول بث علي قناة ليبيا المستقبل.[3]
- 2020 : الجزء الثاني بث علي قناة 218.
- 2021 : الجزء الثالث بث علي قناة 218.
- 2022 : الجزء الرابع -بث علي قناة 218.
- 2023 : الجزء الخامس بث على تلفزيون المسار.
- 2024 : الجزء السادس بث على تلفزيون المسار الجزء السادس بث علي قناة ليبيا المسار.
- 2025  :  الجزء السابع بث على قناة تلفزيون المسار.

## قائمة الحلقات

### الجزء الأول
- الحلقة 1: مركز بورقبة الثقافي
- الحلقة 2: تمر يابس
- الحلقة 3: البترول
- الحلقة 4: العفريتة
- الحلقة 5: ارحم من قرا أو ورا
- الحلقة 6: الدش
- الحلقة 7: لؤي
- الحلقة 8: ريبورتاج
- الحلقة 9: لا باس يا دكتور
- الحلقة 10: البوابات
- الحلقة 11: الصاروخ

### الجزء الثاني
- الحلقة 1: يا مطر يا بشباشا
- الحلقة 2: العتنتي
- الحلقة 3: الزي الرسمي
- الحلقة 4: الاختطاف
- الحلقة 5: بات امراجع
- الحلقة 6: الدعم النفسي
- الحلقة 7: شاعر الوطن
- الحلقة 8: المكياطة
- الحلقة 9: الرماكة
- الحلقة 10: كونه راح راح
- الحلقة 11: دودي
- الحلقة 12: كومبارس
- الحلقة 13: الجي ضا
- الحلقة 14: السكان الاصليين
- الحلقة 15: الكواليس
- الحلقة 16: الكورونا

### الجزء الثالث
- الحلقة 1: المركب
- الحلقة 2: السوشل ميديا
- الحلقة 3: الديربي
- الحلقة 4: الرحالة
- الحلقة 5: طايح على رأسه
- الحلقة 6: تك تك
- الحلقة 7: رعيان الجبل
- الحلقة 8: المسرحيه
- الحلقة 9: الفنان
- الحلقة 10: كيلالي
- الحلقة 11: سوكم راح
- الحلقة 12: الرماكه
- الحلقة 13: يأرحام
- الحلقة 14: سيدي الرئيس
- الحلقة 15: المدرسة
- الحلقة 16: العيادة
- الحلقة 17: الدفاع عن النفس
- الحلقة 18: الخلية
- الحلقة 19: الفلكس
- الحلقة 20: الجمل
- الحلقة 21: الراديو
- الحلقة 22: اعظام جدي
- الحلقة 23: إضراب عن الطعام
- الحلقة 24: نار ودخان
- الحلقة 25: الجبانة
- الحلقة 26: العنز القبرصيه
- الحلقة 27: الفرح
- الحلقة 28: رحلة 4 شهور من الكواليس
- الحلقة 29: الزلزال

### الجزء الرابع
الحلقة 1: كل شيء على البركة
الحلقة 2: شاهي بالنعناع
الحلقة 3: مجلس الحكماء
الحلقة 4: نا نقول مش هو
الحلقة 5: قص الجرة
الحلقة 6: الخريطة
الحلقة 7: سلم خوته اللي صبوله
الحلقة 8: الرماكة
الحلقة 9: يا امنسيني الحرمان 1
الحلقة 10: يا امنسيني الحرمان 2
الحلقة 11: الشيشمة
الحلقة 12: الصوت راح
الحلقة 13: فيلم هندي
الحلقة 14: المسرحية
الحلقة 15: الرفق بالحيوان
الحلقة 16: امراجع وين
الحلقة 17: مطبات
الحلقة 18: الرجل الآلي
الحلقة 19: الأفندي حسن
الحلقة  20: دولار صابة
الحلقة 21: الغائب الحاضر المرحوم رفعت
الحلقة 22: الكواليس

### الجزء الخامس
الحلقة 1: المجنونة ورأسها
الحلقة 2: بدون رصيد
الحلقة 3: معيز الحول
الحلقة 4: الدحداح
الحلقة 5: خط سمح
الحلقة 6: المدهم
الحلقة 7: الفسفوري
الحلقة 8: الفندق 1
الحلقة 9: الفندق 2
الحلقة 10: الشحارة
الحلقة 11: الحلم
الحلقة 12: المنطقة الخضراء
الحلقة 13: لوحة سريالية
الحلقة 14: الموسوسات
الحلقة 15: اليوم العالمي للسعادة
الحلقة 16: إلى الجنوب
الحلقة 17: إلى الشرق
الحلقة 18: إلى الغرب
الحلقة 19: العودة
الحلقة  20: الكواليس

### الجزء السادس
الحلقة 1: وادي الشراب
الحلقة 2: عنز القاز
الحلقة 3: المهنة بكاي
الحلقة 4: الجليد
الحلقة 5: قناة مقلب الشراب 1
الحلقة 6: قناة مقلب الشراب 2
الحلقة 7: وفد المصالحة
الحلقة 8: الزعزاعة
الحلقة 9: النقشة
الحلقة 10: 16×16
الحلقة 11: مساكن الرعوية
الحلقة 12: شط مقلب الشراب 1
الحلقة 13: شط مقلب الشراب 2
الحلقة 14: حديقة مقلب الشراب 1
الحلقة 15: حديقة مقلب الشراب 2
الحلقة 16: الماراثون
الحلقة 17: كامبو مقلب الشراب 1
الحلقة 18: كامبو مقلب الشراب 2
الحلقة 19: كامبو مقلب الشراب 3
الحلقة 20: الكواليس

### الجزء السابع
الحلقة 1: المناب 
الحلقة 2: النيزك
الحلقة 3: لقطة لقطة
الحلقة 4: السحر
الحلقة 5: التاكم
الحلقة 6: هذي ولاغيرها
الحلقة 7: العب بروحك
الحلقة 8: الحافلة
الحلقة 9: كب اشوالات
الحلقة 10: ابل الهمندعي
الحلقة 11: هردلكم
الحلقة 12: صباح الفل
الحلقة 13: الترافاس كلوه الناس
الحلقة 14: هميل القارة 
الحلقة 15: سافر مازال
الحلقة 16: كيف اطلياح
الحلقة 17: دحي وطني
الحلقة 18: الكواليس

## الإنتاج
- اتحاد فناني اجدابيا 2019
- اتحاد فناني اجدابيا 2020

بدأ إنتاج الجزء الأول منه عام 2018 وعرض في شهر رمضان 2019 على قناة ليبيا المستقبل ويعتبر من انجح الأعمال التلفزيونية في ليبيا.
بدأ إنتاج الجزء الثاني منه عام 2019 وعرض في شهر رمضان 2020 على قناة 218TV ولاقى نجاحآ كبيرآ في ليبيا ومصر إضافة إلى دول الخليج حقق نجاحا باهرا.
تم تصوير الجزء الثالث عام 2021 وعُرض على 218tv، وكذلك عرض الجزء الرابع على قناة 218 TV في رمضان 2022.
وعرض الجزء الخامس في رمضان سنة 2023 على قناة ليبيا المسار.
بدأت فكرة العمل من خلال مبلغ بسيط وتبرعات من الممثلين وبدأ عرض الجزء الأول على قناة ليبيا المستقبل ثم عرض الجزء الثاني على قناة 218 TV

## الممثلون لمسلسل شط الحرية
سليمان اللويطي: بِشخصية أبو رقبه واحد ابطال المسلسل ويشتهر بجملة بدعواته المختلفه على قوافي كل كلمة يسمعها وبجملة «لالك لالك»
خالد ابريك: بشخصية إمراجع راعي الاغنام وهو أحد أهم شخصيات الكوميدي ويشتهر بجملة «ينعن بوه الي بكاهن»
جمال الرقعي: بشخصية مشري راعي الإبل مع امويله ويشتهر بجملة «ابعدك حتى الزيزه ما زوزت»
عادل أبو شهبة: بشخصية حسن الحول وهو اخ الشيخ بورقبه وهوأكثر شخصية المضحكة ويشتهر بجملة «والله صحيح من قالها»
نجم فرج: بشخصية امويله وهو راعي الإبل مع مشري ويشتهر بجملة «يا عليك كيلالي»
احميده حميد: بشخصية الشيخ الهمندعي شعيب وهو يمتلك محل صغير في المسلسل وهو يشتهر بجملة «ياك مو جارد عليكم شي حد ولا متعاركين مع شي حد»
عبد الهادي بوخريم: بشخصية الفقيه زيدان وهو فقيه المنطقة وهو اكثرهم علماً ويشتهر بامثاله الفصيحه وربطه لها بطريقه فكاهيه بامثال من اللهجة العاميه
إبراهيم منصور: بشخصية الشيخ قوبعة والغريم الازلي للشيخ الهمندعي يشتهر بجملة «وايش كبر الله في شانك»
صالح الخرفاش: بشخصية المبروك وهو ابن شيخ بورقبه وهو يختلف عنهم بحيث يعيش في المدينة واخر ظهور له في الجزء الثالث
صالح الرقعي: بشخصية رفعت من مصر وهو من دولة مصر يعمل كمدرس في مقلب الشراب ويشتهر بجملة «مقبوله منك على كبر سنك»
عبد الباسط الفالح: بشخصية بو سالمين وهو شاعر المنطقة ويعمل في محل الهمندعي ويشتهر «بجملة ارجى الشاهي»
عبد الرحمن شدة: بشخصية الشيخ ربحك وهو يمتلك عين قوية وهو معيان يشتهر بجملة «عيون السو طاحن في البير»
سالم بوذن: بشخصية لؤي وهو شخص حضري يعيش في المدينه مع والده
اسامه الرقعي ومحمد بوعين:بشخصية حويته وهو احد اقرباء قوبعه
محمد محمود السوداني: بشخصية بدر الدين من السودان يعمل كمدرس في مقلب الشراب
عمران عمران: بشخصية عمران وهو احد سكان البراريك يشتهر بجملة «يبرن يبرن»
مسعود بوخريص: بشخصية مسعود وهو احد سكان البراريك
نوري عركه: بشخصية نوري وهو احد اقرباء قوبعه يشتهر بجملة «الهبك كله هك»
عيسى عبد العزيز: بشخصية عيسي النهارات احد سكان البراريك ويشتهر بجملة«النهارات»
عمران العابديه: بشخصية شعيب الهمندعي ابن الشيخ الهمندعي ويشتهر بكلمة «ياثلب»
محمد بوخريص: بشخصية محمد احد اقرباء قوبعه
حسين هارون: بشخصية خميسه احد اقرباء قوبعه
سالم المنفي: بشخصية العتنتي شقيق الهمندعي ولديه ثلاث أبناء
والعديد من فنانين اجدابيا الذين ظهروا كضيوف شرف:
سليمان محمد
سعد بوخريص

## انظر ايضآ
- قلية والديمقراطية
- اللهجة الليبية